# Лимонар
Лимонар — муниципалитет и город в провинции Матансас, Куба. Муниципалитет разделен на районы: Канимар, Гуамакаро, Каоба, Сумидеро, Колисео и Сан-Мигель.

## История
Основан в 1876 году и был назван Гуамакаро, название было изменено на Лимонар в 1950-х годах, когда он получил статус муниципалитета. Лимонар является родным городом прыгуна и действующего рекордсмена Хавьера Сотомайора; прыгуна Марино Дрейка; художницы Эме Гарсиа Марреро; а также профессионального бейсболиста Сильвио Гарсиа.

## Демография
В 2004 году население муниципалитета Лимонар составляло 25 421 человек. При общей площади 449 км2, плотность населения составляет 56,6 чел./км2.